# Мюран, Йёрген
Йёрген Мю́ран (норв. Jørgen Myran; род. 24 апреля 1998, Оппдал, Сёр-Трёнделаг) — норвежский кёрлингист, чемпион Норвегии среди мужчин, участник чемпионата мира 2019.

## Достижения
- Чемпионат Норвегии по кёрлингу среди мужчин: золото (2019), бронза (2018).

## Команды
| Сезон                                          | Четвёртый           | Третий              | Второй                | Первый            | Запасной                                                                  | Турниры                               |
| ---------------------------------------------- | ------------------- | ------------------- | --------------------- | ----------------- | ------------------------------------------------------------------------- | ------------------------------------- |
| 2015—16                                        | Йёрген Мюран        | Андреас Хорстад     | Emil M. Kvål          | Stig Morten Myran |                                                                           | ЧНМ 2016 (6 место)                    |
| 2016—17                                        | Йёрген Мюран        | Jakob Haugland      | Harald Skarsheim Rian | Jon Aunoeien      | Emil M. Kvål, Sander V. Vindal                                            | ЧНМ 2017 (9 место)                    |
| 2017—18                                        | Магнус Рамсфьелл    | Kristian Foss       | Михаэль Меллемсетер   | Андреас Хорстад   | Йёрген Мюран тренер: Стейн Меллемсетер                                    | ЧМЮ 2018 (6 место) · ЧНМ 2018         |
| 2018—19                                        | Магнус Рамсфьелл    | Михаэль Меллемсетер | Андреас Хорстад       | Йёрген Мюран      |                                                                           | ЧНМ 2019                              |
| 2018—19                                        | Магнус Рамсфьелл    | Михаэль Меллемсетер | Йёрген Мюран          | Андреас Хорстад   | Ingebrigt Bjørnstad (ЧМЮ) Стеффен Вальстад (ЧМ) тренер: Стейн Меллемсетер | ЧМЮ 2019 (4 место) ЧМ 2019 (12 место) |
| 2019—20                                        | Стеффен Меллемсетер | Вильгельм Несс      | Harald Skarsheim Rian | Эйрик Мён         | Йёрген Мюран                                                              | ЧНМ 2020 (5 место)                    |
| Кёрлинг среди смешанных команд (mixed curling) |                     |                     |                       |                   |                                                                           |                                       |
| 2016–17                                        | Йёрген Мюран        | Malin Granli-Øiamo  | Андреас Хорстад       | Sara Holmen       |                                                                           | ЧНСК 2017 (5 место)                   |

(скипы выделены полужирным шрифтом)

## Частная жизнь
Не женат.
Начал заниматься кёрлингом в 2008 году, в возрасте 10 лет.